# Сохин, Михаил Степанович
Михаил Степанович Сохин (1918—1987) — гвардии старшина Рабоче-крестьянской Красной Армии, участник Великой Отечественной войны, Герой Советского Союза (1944).

## Биография
Михаил Сохин родился 1 июня 1918 года на хуторе Ивановский Репьевского района  (ныне — Острогожский район Воронежской области). После окончания начальной школы работал в колхозе. В 1937—1941 годах служил в Рабоче-крестьянской Красной Армии. В июне 1941 года Сохин повторно был призван в армию. С сентября того же года — на фронтах Великой Отечественной войны.
К маю 1944 года гвардии старшина Михаил Сохин был снайпером 44-го гвардейского стрелкового полка 15-й гвардейской стрелковой дивизии 37-й армии 3-го Украинского фронта. К тому времени он лично уничтожил 202 солдата и офицера противника.
Указом Президиума Верховного Совета СССР от 13 сентября 1944 года за «образцовое выполнение заданий командования и проявленные мужество и героизм в боях с немецкими захватчиками» гвардии старшина Михаил Сохин был удостоен высокого звания Героя Советского Союза с вручением ордена Ленина и медали «Золотая Звезда» за номером 4627.
После окончания войны Сохин был демобилизован. Проживал и работал сначала в Приволжске, затем на родине. Умер 17 сентября 1987 года.
Был также награждён орденами Красного Знамени, Отечественной войны 1-й степени и Славы 3-й степени, рядом медалей.